# La Chabanne
La Chabanne település Franciaországban, Allier megyében. Lakosainak száma 172 fő (2022. január 1.). La Chabanne Ferrières-sur-Sichon, Laprugne, Saint-Clément és Saint-Nicolas-des-Biefs községekkel határos.

## Népesség
A település népességének változása:
| Lakosok száma | 380  | 263  | 215  | 190  | 192  | 191  | 186  | 179  | 177  | 172  |
|               | 1968 | 1982 | 1990 | 2006 | 2013 | 2015 | 2017 | 2019 | 2020 | 2022 |